# Джорат
Джорат (азерб. Corat, ранее Ҹорат, جورات) — посёлок в административном подчинении города Сумгаит, Азербайджан, расположенный на берегу Каспийского моря.

## Этимология
Существуют различные гипотезы о происхождении названия Джорат. 
По бытующей легенде, оно образовано от араб. جورات («джорат») - «смелость», в честь храбрых защитников некогда существовавшей здесь крепости. В февральском номере журнала «Elm və həyat» за 1982 г. была опубликована статья о Джорате, где говорилось, что в 437 году хиджры (1045 г.) арабы совершили набег на Джорат, после которого в районе Эшме появилось место под названием «Ölütəpə» - «холм мёртвых», где были похоронены храбрецы, павшие в той битве .
По другой версии, название поселения происходит от названия  монгольского племени Джойрат.

## История
Археологические раскопки, проводившиеся в посёлке во времена СССР, датируют существование Джората 10 веков назад. На побережье на главной улице при выезде из посёлка установлен обелиск, на котором отражена дата — 1000 лет Джорату (возможно, поселение существовало ещё раньше). В 1960-ых гг. сотрудники Общества охраны памятников, основываясь на надгробных надписях на плитах кладбища в Джорате, отмечали, что история села восходит к X–XI вв. В пользу этой датировки указывает посвятительная надпись Джума-мечети, где указано, что она была построена в 409 г. хиджры (1037 г.) человеком по имени Хаджи Али. Одна из этих плит с кладбища сегодня экспонируется в зале культуры и искусства Азербайджана в Эрмитаже, а ещё одна является частью экспозиции у Девичей башни в Баку.
В европейских источниках Джорат, по-видимому, впервые упоминается в портуланах начала XVI века в формах Garat, Degarat, где, согласно приведённой в "Mar Caspio Portolano manoscritto Genova 1519" карте локализуется на каспийском побережье между топонимами Baisaona (Бузовна) и Sanbran (Шабран).
Российские источники упоминают о Джорате начиная с конца XVIII в. в форме Джура, Джарат. В одном из сборников документов по истории Баку от 30 апреля 1813 г. в списке налогов, полученных с 37 окрестных сёл города, Джорат упоминается в 10-й строке, где указывается, что 88 жителей этого села заплатили 114 рублей и 40 копеек налога в государственную казну. В 1877 г. газета «Экинчи» писала, что в результате сильного шторма в Каспийском море затонуло судно купца из Джората, перевозившее 950 овец из Баку в Астрахань.
31 мая 1898 г. в Джорате по ходатайству старосты гаджи Абдулхалыга была открыта первая школа начального уровня (5 классов). В 1930 г. школа значилась как школа № 108 г. Баку. В 1936 г. в посёлке было построено новое здание школы (в здании первой школы в настоящее время располагаются местные власти). С 1957 г. школа функционирует как общеобразовательная школа № 7 г. Сумгаита. В 1998 г. в Джорате с участием министра образования Мисира Марданова торжественно отмечался 100-летний юбилей школы.

## Настоящее время
Посёлок расположен в 10 км от узловой железнодорожной станции Сумгаит.
Статус посёлка городского типа с 1937 года.
На границе с Джоратом находятся селения Новханы и Сарай. Джорат представляет собой частный сектор на берегу моря с продолжающейся застройкой вилл и разного типа развлекательных комплексов. 
Жители села в основном занимались рыбной ловлей, соледобычей, скотоводством (мелкий рогатый скот, верблюдоводство) и сельским хозяйством, в т. ч. виноградарством, также культивировали инжир, шафран, миндаль, фисташки. Имеется школа, детский сад, дом культуры, библиотека и медицинский пункт.

## Достопримечательности
В Джорате имеются старинные мечети - Джума-мечеть, мечеть Гюльхатун, мечеть Гаджи Кичикбей, мечеть Гаджи Хюмбят, пиры, оджаги, а также два хаммама — старый (Гаджи Меджида) и новый (Гаджи Амруллы).
Из сохранившихся достопримечательностей Джума-мечеть является наиболее древней, и, согласно посвятительной надписи, она была построена в 409 г. хиджры (1037 г.) человеком по имени Хаджи Али. Центральный пир расположен на кладбище, внутри его мазара находятся могилы сеидов с каменными надгробиями, датируемые XIII веком. 
Один из маршрутов Великого Шёлкового пути проходил через Джорат, служивший в ту эпоху перевалочным пунктом, где действовало сразу несколько караван-сараев. В настоящее время известны названия лишь семи из них: караван-сарай Хаджи Амрулла бея, караван-сарай Хаджи Гюльахмеда, караван-сарай Хаджи Хюмбята, караван-сарай Кербалайи Баладайи, караван-сарай Хаджи Заир, караван-сарай Хаджи Кичикбея и караван-сарай Сахибджана, располагавшийся на месте нынешнего парка перед почтовым отделением.

Джорат известен также благодаря джоратским кутабам — мучному блюду в виде тонкого пирожка в форме полумесяца из пресного теста с начинкой из верблюжатины, говядины.

## Население
По статистическим данным за 1893 г. и 1921 г. этнический состав селения полностью составляли таты.
| 1959  | 1970  | 1979  | 1989  | 2011   | 2021   |
| ----- | ----- | ----- | ----- | ------ | ------ |
| 2 451 | 4 291 | 6 206 | 7 809 | 12 900 | 13 700 |

В настоящее время население Джората говорит на бакинском диалекте азербайджанского языка .

### Родословные
- род Агабейли
- род Азизли
- род Аскералылы
- род Гаджи Гасанли
- род Гаджилы
- род Хейбяталылы
- род Гарамадьянлы
- род Мирзали
- род Моллалы
- род Мурадалы
- род Оруджлу
- род Рамазанлы
- род Ших Агами и др.[5]

### Известные уроженцы
- Замина Гасанова – первая женщина-металлург в Азербайджане
- Мешади Алиев – советский азербайджанский энергетик, Герой Социалистического Труда, почётный энергетик Азербайджанской ССР
- Гасанага Салаев - актёр театра и кино, Заслуженный артист Азербайджанской ССР (1959), Народный артист Азербайджанской ССР (1974), участник Великой Отечественной войны
- Гасымов Искендер - заслуженный металлург Азербайджанской ССР, председатель поссовета
- Назим Яралиев - председатель Джоратского муниципалитета
- Достуханым Зульфугарова - педагог, директор школы
- Ашура Гашимова - к. т. н., одна из первых специалистов в Азербайджане в области ветроэнергетики
- Джебраил Довлетзаде — военнослужащий азербайджанской армии, участник Второй карабахской войны, посмертно награждён медалью "За Отчизну" и орденом "Азербайджанское знамя", похоронен во Второй Аллее шехидов[18]
- Абиль Джабизаде – военнослужащий азербайджанской армии, участник Второй Карабахской войны, посмертно награждён медалью «За Отчизну»[19]
- Абдулла Ахмедов – военнослужащий азербайджанской армии, участник Второй Карабахской войны, посмертно награждён медалями «За Отчизну» и «За освобождение Суговушана»[20]
- Махир Джурат[азерб.] – поэт-мейханщик
- Бикяс Агаев[азерб.] – заведующий отделом Института информационных технологий НАНА, один из первых исследователей в Азербайджане в области «электронных отходов».

В период Великой Отечественной Войны (1941-1945 гг.) на фронт было призвано около двухсот жителей Джората, из них 38 пали и 48 пропали без вести..
В боях Первой карабахской войны (1991-1994 гг.) погибли 8 джоратцев, трое из них (Аскеров Васиф, Халыгов Ровшан, Бабаев Мехди) похоронены на Аллее шехидов г. Сумгаита.

## Прочие факты
- Одна из улиц Хатаинского района г. Баку носит название Джорат[21]